# Charlotte Charbonnel
 (janvier 2025).
Charlotte Charbonnel, née en en 1980 à Maubeuge (France), est une artiste française pluridisciplinaire. Elle vit et travaille à Paris (France).

## Études
Après un séjour de trois mois en Inde à la Sanskriti Foundation en 2003, Charlotte Charbonnel sort diplômée de l'École supérieure des Beaux-Arts de Tours, avec la mention très bien, en 2004, et de la section Art/Espace de l'École nationale supérieure des Arts décoratifs de Paris, avec les félicitations du jury, en 2008. Sa première exposition personnelle, Retrovision, a lieu en 2009 au Centre d'art contemporain La Maréchalerie, à Versailles.

## Carrière

### Particularité du travail
Charlotte Charbonnel est une artiste pluridisciplinaire, plasticienne, peintre, sculptrice mais également dessinatrice, scénographe, preneuse de son, chercheuse voire alchimiste. Elle est représentée par la galerie bolognaise LABS Contemporary Art Gallery. Elle était auparavant représentée par la Backslash gallery, Paris.
Charlotte Charbonnel est connue pour s'intéresser à l'énergie contenue dans la matière. À l'écoute du monde, elle sonde l'environnement humain pour en faire surgir les forces naturelles, en faire ressentir les flux. L'analyse et l'écoute des matériaux et des phénomènes terrestres sont au cœur de ses recherches, et son travail se situe donc aux frontières de la science et de l'art, de la sculpture et du son. Ses expériences allient la nature à la science. Ses installations exacerbent les matériaux jusque dans leurs retranchements les plus profonds et proposent ainsi de nouvelles pistes d'exploration et d'appréhension.
Charlotte Charbonnel est également professeure à l'École nationale supérieure d'arts de Paris-Cergy.

### Expositions, festivals et salons
Le travail de Charlotte Charbonnel a été présenté au sein d'expositions collectives en France et à l'étranger : entre autres au Musée Réattu, Arles (Acte V, 2012), au Palais de Tokyo, Paris (Meltem, 2013), au Domaine de Chamarande, Chamarande (Habiter, 2015), au Musée d'Art contemporain de Lyon, Lyon (Yoko Ono, Lumière de l'aube, 2016), au Musée des Arts et Métiers, Paris (Parallel Call, 2016), au Palais des Beaux-Arts de Bruxelles, Bruxelles (Latin american cartographies, 2017), au Mamac - Musée d'Art moderne et d'Art contemporain de Nice, Nice (Cosmogonies, au gré des éléments, 2018), au MACVAL, Vitry-sur-Seine (Le vent se lève, 2020), au Kunstmuseum Bonn, Allemagne (Up in the air, Air as an artistic material, 2022), à l'Hôtel Donadei de Campredon, L'Isle-sur-la-Sorgue (Zéro gravité, 2023), au CCC OD, Tours (présage, 2024).
Charlotte Charbonnel a également exposé au sein de festivals et salons : au Centquatre-Paris (Salon de la Jeune Création, 2010), à la Gaîté Lyrique, Paris (festival Parizone@dream, 2012), au Grand Palais (FIAC, 2014), au Carreau du Temple (salon Drawing Now Art Fair, 2015).
Enfin, elle a fait l'objet de nombreuses expositions personnelles, notamment à l'Abbaye de Maubuisson, Saint-Ouen-L'aumône (Geoscopia, 2020), au Musée de l'Air et de l'Espace, Le Bourget (mA, l'air comme matière, 2023), à l'Aquarium de Paris (Uminari, 2023), à la galerie Art/Science de la Cité des sciences et de l'industrie, Paris (Mare Nubium, 2024).

### Commandes publiques
Charlotte Charbonnel répond à des commandes artistiques, principalement en France.
IIIe corps est un 1 % artistique inauguré en juillet 2023, réalisé avec Ateliers Puzzle et Capie Ecole Centrale de Lyon, Ecully Bâtiment TMM, Tribologie, Mécanique et Matériaux.
Elle participe en 2025 au parcours d'art contemporain Les Murmures du Temps en région lyonnaise.

### Résidences
Majeures dans sa pratique, les résidences de Charlotte Charbonnel sont l'occasion de travailler dans des environnements variés et nouveaux. Les restitutions offrent au public la découverte d’œuvres inédites. Dès ses études, en 2003, elle part pour trois mois en Inde, en résidence à la Sanskriti Foundation.
En 2019, dans le cadre du programme "Résidences en entreprise" mis en place par le Ministère de la Culture en 2014 et piloté par les DRAC, et à l'invitation du centre d'art contemporain Le Creux de l'enfer (Thiers), Charlotte Charbonnel a déplacé sa pratique au sein de la coutellerie Claude Dozorme, Thiers.
En 2020, elle a élu domicile à Maubuisson, ancienne abbaye royale fondée en 1236 et située dans le Val-d'Oise, en région parisienne. Les recherches dans le lieu ont duré plusieurs années et ont été l'occasion d'une grande exposition in situ.
En 2023, son exposition mA, l'air comme matière prend comme racine sa double-résidence aux côtés d'Olivier Sévère, artiste plasticien, au musée de l'Air et de l'Espace.
Enfin, elle est artiste en résidence auprès de publics scolaires : dans l’école primaire Léon Grimault de Rennes en 2014-2015, avec le lieu d'art contemporain rennais Le Bon Accueil, et au collège public René Cassin de Cancale en 2018-2019.

### Distinctions
Elle est nommée "Woman to watch" par les équipes du National Museum of Women in the Arts de Washington en 2018, et participe donc la même année à l'exposition Heavy Metal, Women to Watch 2018 à Washington, USA.

## Publications
- Charlotte Charbonnel, Catherine Strasser, Rétrovision, catalogue de l'exposition éponyme à La Maréchalerie (Versailles, 11 février - 7 avril 2009), La Maréchalerie, Versailles, 2009  (ISBN 978-2-9525635-8-1).
- Hear & Now - Entretiens d'artistes, Les presses du réel, Dijon, juin 2011  (ISBN 978-2-95444-090-3).
- Nuage, catalogue de l'exposition éponyme au Musée Réattu (Arles, 16 mai - 31 octobre 2013), Musée Réattu et Actes Sud, Arles, 2013  (ISBN 978-2-330-01959-4).
- A posteriori. 10 ans d'art à La Maréchalerie, catalogue de l'exposition éponyme à La Maréchalerie (Versailles, 21 janvier - 22 mars 2014), La Maréchalerie, Versailles, janvier 2015  (ISBN 978-2-918512-08-0).
- Michèle Moutashar (dir.), Clouds, Actes Sud, Arles et Fondation Croÿ-Roeulx, Le Roeulx, 2015  (ISBN 9782330050818).
- Camille Morineau (dir.), Climats artificiels, catalogue de l'exposition éponyme à la Fondation EDF (Paris, 4 octobre 2015 - 28 février 2016), Fondation EDF et Paris Musées, Paris, 2015  (ISBN 978-2-7596-0310-7).
- Charlotte Charbonnel, Nathalie Desmet, A07 A17, Backslash, Paris et Les presses du réel, Dijon, septembre 2018  (ISBN 978-2-9563-550-0-7).
- Heavy Metal, Women to watch 2018, catalogue de l'exposition éponyme au National Museum of women in the arts (Washington, 28 juin - 16 septembre 2018), Washington, DC : National Museum of Women in the Arts, Washington, 2019  (ISBN 9780940979529).
- Cosmogonies, au gré des éléments, catalogue de l'exposition éponyme au Mamac (Nice, 9 juin - 16 septembre 2018), Snoeck, Nice, 2018  (ISBN 9789461614735).
- Le vent se lève, catalogue de l'exposition éponyme au MAC VAL (Vitry-sur-Seine, 7 mars 2020 - 31 octobre 2021), MAC VAL, Vitry-sur-Seine  (ISBN 978-2-916324-78-4).
- Geoscopia, catalogue de l'exposition éponyme à l'Abbaye de Maubuisson (13 septembre 2020 - 21 février 2021), Liénart, Paris, 2021  (ISBN 9782359063325).
- Stephan Berg, Anna Döbelin, Edith Kollath, Barbara J. Scheuermann, Up in the air, catalogue de l'exposition éponyme au Kunstmuseum Bonn (24 février - 19 juin 2022), Snoeck - Cologne, août 2022  (ISBN 978-3-86442-381-9).
- Prométhée, Le jour d'après, catalogue de l'exposition éponyme au Centre des arts d'Enghien-les-Bains (21 septembre - 18 décembre 2022), Centre Wallonie-Bruxelles et Centre des arts édition, Paris, novembre 2022  (ISBN 978-2-916639-57-4).
- Marc Donnadieu, Ground control, catalogue de l'exposition éponyme à Topographie de l'art (Paris, 24 novembre 2023 - 11 janvier 2024), Manufacture De L'Image, Paris, mars 2024  (ISBN 9782366690736).
- Marianne Derrien, Jérôme Cotinet-Alphaize, Some of us. Artistes contemporaines, une anthologie, Manuella Éditions, Paris, avril 2024  (ISBN 978-2-490505-65-4).
- Rozenne Cavenet (éd.), "Sonder les droits de la Terre", EKES (EarthKeeping EarthShaking), no 02, Les presses du réel, Dijon, novembre 2024  (ISBN 978-2-9591412-1-8).